# Municipio de Lubāna
El municipio de Lubānas (en letón: Lubānas novads) es uno de los ciento diez municipios de Letonia, se encuentra localizado en el suroeste de dicho país báltico. Fue creado durante el año 2007 después de una reorganización territorial. La ciudad capital es la ciudad de Lubāna.

## Ciudades y zonas rurales
- Lubāna (ciudad)
- Indrānu pagasts (zona rural)

## Población y territorio
Su población se encuentra compuesta por un total de 2.881 personas (2009). La superficie de este municipio abarca una extensión de territorio de unos 346,9 kilómetros cuadrados. La densidad poblacional es de 8,30 habitantes por cada kilómetro cuadrado.